# Giuseppe Antonio Lonis
Giuseppe Antonio Lonis (Senorbì, 1720 – Cagliari, 1805) è stato uno scultore italiano.
È considerato il principale scultore del '700 sardo.

## Biografia
Dotato di talento artistico sin dalla giovane età, dopo un periodo di apprendistato presso la bottega di uno zio, intorno al 1740 si recò a Napoli per affinare la tecnica scultorea. Entrò in contatto con artisti quali Gennaro Frances e Giuseppe Picano.
Rientrò in Sardegna nel 1750 e aprì una bottega a Cagliari, nel quartiere Stampace, dove lavorò i restanti 55 anni della sua vita avendo modo di trasmettere le sue conoscenze a un gran numero di apprendisti.
Il lavoro del Lonis si concentrò nella realizzazione di statue in legno policromo a soggetto religioso. Tali opere, in stile tardo barocco e neoclassico, si possono ammirare in diverse chiese soprattutto del meridione dell'Isola.

## Opere attribuite alla bottega di Lonis
A Cagliari
- San Saturnino martire nella Cattedrale
- I sette Misteri nell'oratorio del Santissimo Crocifisso
- I sette Misteri nella chiesa di San Michele
- Crocifisso e San Raffaele nella chiesa di San Mauro
- Gruppo scultoreo di Maria bambina con i santi Anna e Gioacchino nella chiesa di Sant'Anna
- Santa Lucia (proveniente dalla chiesa distrutta di Santa Lucia di Marina) e Sant'Eulalia nella chiesa di Sant'Eulalia
- Sant'Efisio (statua utilizzata nella processione del Lunedì dell'Angelo) nella chiesa omonima
- Santo Stefano protomartire nella chiesa del Carmine

Ad Ales
• Sant'Efisio (nel museo diocesano di Ales)
A Ghilarza
Gruppo scultoreo di San Raffaele e Tobia nella chiesa parrocchiale Maria Vergine Immacolata
A Guasila
Il Cristo morto in dimensioni naturali e la statua della Vergine Assunta a cui è dedicato l'omonimo Santuario
A Guspini
San Nicola di Bari nella chiesa parrocchiale di San Nicolò
A Laconi
Un San Gaetano da Thiene nel museo delle reliquie di Sant'Ignazio
A Muravera
Cristo Risorto,  chiesa San Nicola di Bari (https://catalogo.cultura.gov.it/detail/HistoricOrArtisticProperty/2000135397) 
A Senorbì
Crocifisso, Santa Barbara, San Michele e San Domenico nella chiesa parrocchiale di Santa Barbara
A Serramanna
Ecce Homo nel Museo delle memorie e delle tradizioni religiose (Chiesa di Sant'Angelo)
A Ussana
San Giuseppe nella chiesa parrocchiale di San Sebastiano 
A Villacidro
Madonna del Rosario nel museo di Arte Sacra di Santa Barbara (Oratorio del Rosario), statua di Santa Vitalia nella chiesetta di campagna a Lei dedicata.